# Ловушка Пеннинга

Схема ловушки Пеннинга с цилиндрическими электродами и однородным магнитным полем с индукцией направленным параллельно оси устройства

Ловушка Пе́ннинга — устройство, использующее однородное статическое магнитное поле и пространственно неоднородное электрическое поле для хранения заряженных частиц. Этот тип ловушек часто используется при точных измерениях свойств ионов и стабильных субатомных частиц, обладающих электрическим зарядом. В недавнем прошлом подобная ловушка успешно использовалась при физической реализации квантового компьютера и квантовых вычислений. Ловушки Пеннинга также применялись при создании так называемого «квазиатома» — связанное состояние электрона, в котором ядро отождествлено с Землёй (geonium atom). В ЦЕРНе их используют для хранения антипротонов и других заряженных античастиц.

## История
Ловушка названа в честь Ф. М. Пеннинга (1894—1953) Хансом Демельтом, построившим первую рабочую модель. Демельт развил идею Пеннинга, реализованную тем в вакуумметре, где ток, текущий через газоразрядную лампу, в присутствии магнитного поля был пропорционален давлению. Из автобиографии Х. Демельта: 
«Я начал концентрироваться на геометрии магнетрона и Пеннинговского разрядника, который, будучи реализован в ионной трубке Пеннинга, привлёк моё внимание во время посещения Гёттингена и Дюка. В их работе от 1955 года, посвященной циклотронному резонансу и поведению фотоэлектронов в вакууме, Франкен и Либс сообщили о паразитном смещении частоты, вызываемой случайными захватами электронов. Их анализ привёл меня к осознанию того, что в электрическом поле чистого квадруполя смещение не должно зависеть от положения электрона внутри ловушки. Это важное преимущество над многими другими типами ловушек, которые я хотел использовать. Магнетронная ловушка данного типа была вкратце описана в книге Дж. Р. Пирса, изданной в 1949 году, и я создал простое описание осевых, магнетронных и циклотронных колебаний электрона внутри неё. С помощью мастера-стеклодува нашего факультета, Джейка Джонсона, я построил свою первую магнетронную ловушку высокого вакуума в 1959 году и скоро мог удерживать электроны в течение примерно 10 секунд, а также определять осевой, магнетронный и циклотронный резонансы.» — Х. Демельт
Х. Демельт в числе трёх соавторов получил Нобелевскую премию по физике 1989 года за разработку метода удержания одиночных ионов.

## Принцип работы

Схема магнитного и электростатического полей в ловушке Пеннинга

В ловушке Пеннинга для удержания частиц используется сильное однородное вертикальное (по  рисунку) магнитное поле, ограничивающее радиальные движения частиц, и квадрупольное электрическое поле, ограничивающее вертикальные движения. Статический электрический потенциал может быть создан с помощью системы из трёх электродов: кольца и двух крышек. В идеальной ловушке Пеннинга поверхности кольца и крышек являются гиперболоидами вращения. Для захвата положительных (отрицательных) ионов к крышкам прикладывается отрицательное (положительное) напряжение относительно кольца. Такое напряжение создаёт седловую точку электростатического потенциала в центре ловушки и ограничивает вертикальные колебания ионов. Электрическое поле заставляет ионы осциллировать (в случае идеальной ловушки Пеннинга — гармонически) параллельно вертикальной оси ловушки. Совместно с электрическим полем магнитное поле заставляет ионы двигаться в горизонтальной плоскости по траектории, называемой эпитрохоида. Траектория движение ионов в горизонтальной плоскости представляет собой сумму из двух нормальных колебаний c частотами, которые называются «магнетронной» {\displaystyle \omega _{-}} и «модифицированной циклотронной» {\displaystyle \omega _{+}} частотами. Эти колебания напоминают, соответственно, деферент и эпицикл из Птолемеевской модели мира.

Классическая траектория в проекции на горизонтальную плоскость для

Сумма двух этих частот называется «циклотронной частотой». Циклотронная частота зависит только от отношения электрического заряда к массе, а также от величины магнитного поля. Эта частота может быть измерена с очень высокой точностью, что позволяет определить массу заряженных частиц. Многие из высокоточных экспериментов по определению массы (электрон, протон, 2H, 20Ne и 28Si) проводились с помощью ловушек Пеннинга. Для отвода энергии от ионов, находящихся внутри ловушки Пеннинга, используется охлаждение буферного газа, резистивное или лазерное охлаждение. Охлаждение буферного газа обусловлено  столкновениями между ионами и молекулами нейтрального газа, при которых часть энергии ионов передается молекулам газа. При резистивном охлаждении движущиеся по электродам зеркальные заряды совершают работу на внешнем резисторе, эффективно отводя энергию ионов. Лазерное охлаждение может использоваться для охлаждения ионов определённого сорта, с особой структурой электронной оболочки. Охлаждение также происходит при излучении ионами электромагнитных волн, которое происходит при их ускоренном движении. Этот процесс является доминирующим для электронов, но для более тяжелых частиц его вклад в общее охлаждение пренебрежимо мал.
Использование ловушки Пеннинга имеет ряд преимуществ перед радиочастотной ловушкой Пауля. Во-первых, в ловушке Пеннинга используются только статические поля, поэтому микроскопические колебания и нагрев ионов в переменном поле отсутствуют как таковые. Также ловушка Пеннинга может быть увеличена в размерах, сохранив свою способность удерживать ионы. Пойманный ион можно будет удерживать на большем расстоянии от поверхностей электродов. Взаимодействие с краевыми потенциалами на поверхности электродов может быть причиной нагрева и декогерентизации, и эти эффекты растут по степенному закону с большим показателем по мере убывания расстояния между ионом и электродом.

## Масс-спектрометрия с Фурье-преобразованием
Масс-спектрометрия ионно-циклотронного резонанса с Фурье-преобразованием является разновидностью масс-спектрометрии, применяемой для определения зарядово-массового отношения ионов на основании измерения циклотронной частоты ионов в заданном магнитном поле. Ионы захватываются ловушкой Пеннинга, внутри которой с помощью осциллирующего электрического поля и перпендикулярного ему магнитного поля возбуждаются их колебания. Побочным эффектом возбуждения является то, что ионы начинают двигаться синфазно (пучком). Сигнал определяется по индукционному току от пары пластин, между которыми проходит траектория пучка ионов. Итоговый сигнал называется спадом свободной индукции, импульсом или интерферограммой, которая является суперпозицией нескольких синусоид. Полезный сигнал извлекается из этих данных с помощью преобразования Фурье, дающего в итоге масс-спектр.
Одиночные ионы можно изучать в ловушке Пеннинга при температуре 4 К. Для этого кольцевой электрод разбивают на несколько сегментов, и противоположные сегменты подключают к сверхпроводящей катушке и к истоку и затвору полевого транзистора. Катушка и паразитные ёмкости в цепи образуют колебательный LC-контур с добротностью около 50 000. Этот контур возбуждается внешним электрическим импульсом. Сегментированные электроды связывают движение одиночного электрона с колебаниями контура. Таким образом энергия в контуре в резонансе с ионом медленно осциллирует между множественными электронами (10000) в затворе транзистора и одиночным электроном. Это можно увидеть по сигналу на стоке полевого транзистора.